# يميما بن مناحيم
يميما بن مناحيم (بالعبرية: ימימה בן-מנחם‏) (من مواليد 23 ديسمبر 1946) هي أستاذة فلسفة في الجامعة العبرية في القدس. تخصصت في فلسفة العلوم وفي فلسفة الفيزياء الحديثة. 
حصلت في عام 2022 على جائزة إسرائيل لدراسة الفلسفة والعلوم الدينية. 

## حياتها
حصلت يميما غولدشميت (لاحقًا بن مناحيم) على درجة البكالوريوس في الفيزياء والرياضيات عام 1969 والماجستير في فلسفة العلوم عام 1972، وكلاهما من الجامعة العبرية في القدس. وعلى درجة الدكتوراه في الجامعة العبرية عام 1983 بأطروحتها بعنوان "المفارقات والحدس"، تحت إشراف مارك شتاينر. 
تزوجت حنينا بن مناحيم، أستاذ الحقوق في الجامعة العبرية، وأنجبت أربعة أطفال. والدتها هي إليزابيث غولدشميت، رائدة الأبحاث الوراثية في إسرائيل، ووالدها يوسف غولدشميت، الذي كان عضوا في الكنيست ونائب وزير من الحزب الديني القومي. 

## عملها الأكاديمي
في عام 2001، أسست بن مناحيم مجلة ألف: دراسات تاريخية في العلوم واليهودية.  وشغلت منصب مديرة مركز إدلشتاين لتاريخ وفلسفة العلوم والتكنولوجيا والطب في الجامعة العبرية.  وكانت عضوا منذ عام 2006 في المجلس الأكاديمي لمشروع أوراق أينشتاين. 
في عام 2007، قامت بتنظيم معرض "أسرار نيوتن" في مكتبة إسرائيل الوطنية.  
كتبت بن مناحيم عن خورخي لويس بورخيس، ودونالد ديفيدسون، وميشيل فوكو، وويليام جيمس، وإميل ميرسون، وهنري بوانكاريه. 

## جوائز
وفي عام 2022، فازت بن مناحيم بجائزة إسرائيل لدراسة الفلسفة والعلوم الدينية. 

## الأعمال المنشورة
- التقليدية (مطبعة جامعة كامبريدج، 2006)
- السببية في العلوم (مطبعة جامعة برينستون، 2018)

### الكتب المحررة
- هيلاري بوتنام (مطبعة جامعة كامبريدج، 2005)
- الاحتمال في الفيزياء (مع مئير حمو) (سبرينغر، 2012)

## روابط خارجية
- الملف الأكاديمي: الجامعة العبرية في القدس
- يميما بن مناحيم، "أسرار نيوتن" في مكتبة إسرائيل الوطنية.